# Katharina Lindner
Katharina Lindner   (Múnic, 3 de setembre de 1979 - 9 de febrer de 2019) va ser una futbolista i professora universitària britànica. Va jugar de davantera al Glasgow City Football Club entre 2005-2011 i va fer classe a la universitat de Stirling sobre esport i gènere, teoria Queer, entre d'altres.